# Укаялі
Укаялі (ісп. Río Ucayali) — річка в Перу, права притока Амазонки. Утворюється злиттям річок Тамбо (у верхів'ях — Апурімак) і Урубамба, що беруть початок у Центральних Андах, після їх злиття Укаялі тече Амазонською низовиною. Довжина річки 1950 км. Судноплавна до міста Кумарія. Укаялі належить до Амазонського басейну та найдовших річок Перу. За 80 км на південь від Ікітоса зливається з річкою Мараньйон, утворюючи річку Амазонку.
Довжина 2669 км (від витоку) або 1600 км із назвою Укаялі. Площа басейну 375 тис. км². Середня витрата води в гирлі складає 12600 м³/с. Головний порт — Пукальпа. Укаялі наразі вважається головним витоком Амазонки. За назвою річки було названо регіон Укаялі та провінцію Укаялі в Перу.